# Anthem of Our Dying Day
"Anthem of Our Dying Day" és el segon senzill de Story of the Year de l'àlbum Page Avenue. Va arribar a ser el número 10 a la llista Modern Rock Tracks.

## Posició a les llistes
| Any  | Llista             | Número |
| ---- | ------------------ | ------ |
| 2004 | Modern Rock Tracks | 10     |